# Wrat

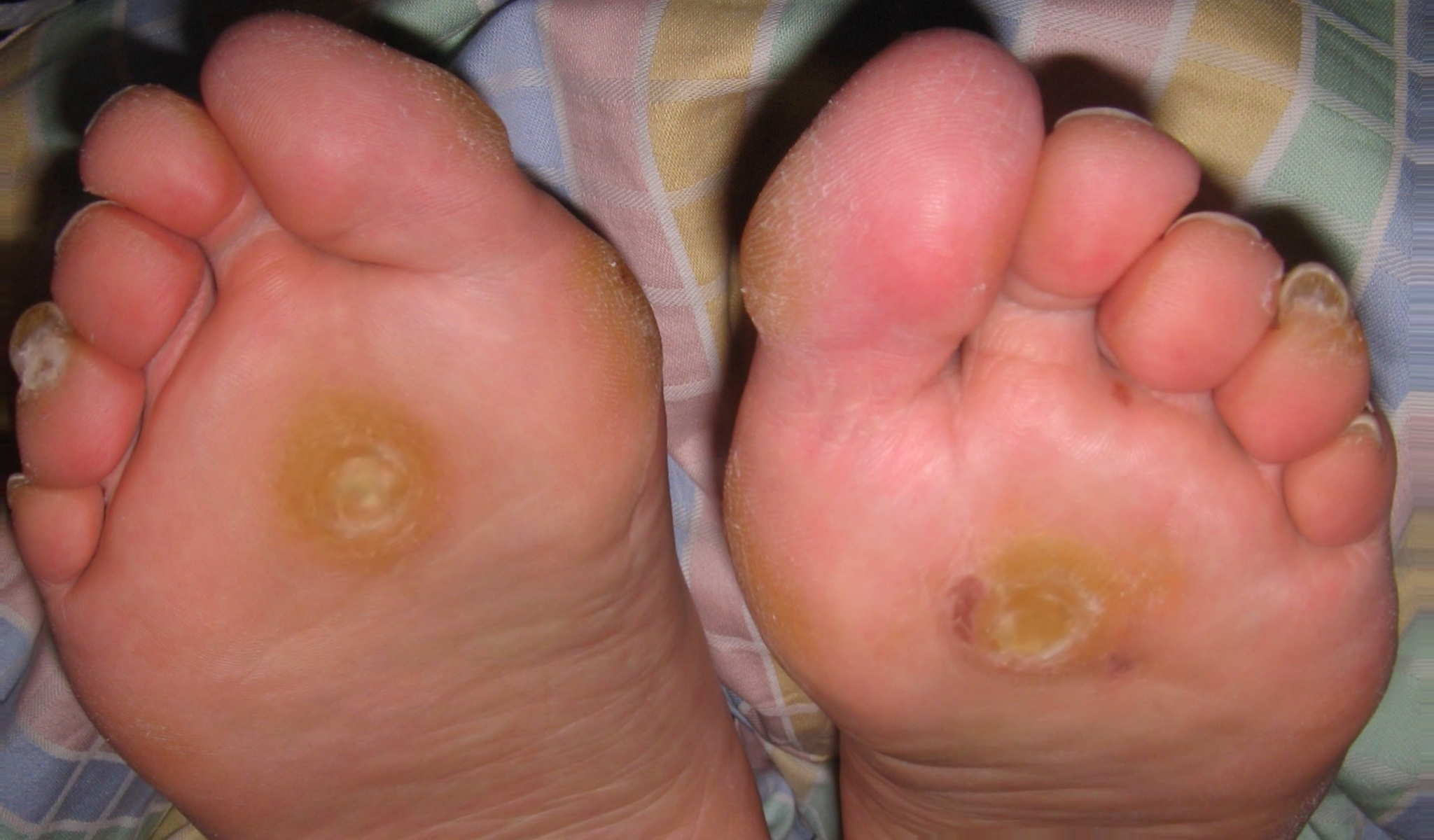
Ernstig pijnlijke wratten op de voetzolen en onder twee teennagels

Een wrat (medisch: verruca vulgaris) is een harde, eeltachtige vergroeiing van de opperhuid in de vorm van een bloemkoolvormig (klein) knobbeltje. Een wrat wordt veroorzaakt door virussen uit de familie humaan papillomavirus (HPV). Hiervan bestaan meer dan honderd soorten. Sommige veroorzaken wratten op de huid, andere op de slijmvliezen. Het virus kan de huidcellen aanzetten tot snelle deling waardoor een wrat ontstaat. Vrijwel iedereen heeft weleens wratten gehad: ze verdwijnen vrijwel altijd spontaan. Het virus blijft echter vaak in de huid aantoonbaar, zonder dat er een wrat ontstaat.

## Besmetting
HPV wordt overgebracht door direct huidcontact. Ook op vochtige oppervlakken kan het virus intact blijven en overgebracht worden. Vloeren van sportkleedkamers, openbare douches en zwembaden zijn hierdoor mogelijke besmettingsbronnen. Het risico op besmetting neemt verder toe wanneer er een wondje in de huid is zoals een schaafwond, hondenbeet of een sneetje van het scheren. Besmetting op zich hoeft nog niet te leiden tot een wrat.
Omdat kinderen vaak nog geen afweerstoffen tegen HPV hebben, hebben zij het meeste last van wratten. Bovendien komen ze via zwembaden, sport, vakantiekampen of school meer in contact met besmette locaties en lopen ze vaker wondjes op door ruwe spelletjes. Van de mensen met wratten is 53% jonger dan 19 jaar.
Een andere risicocategorie wordt gevormd door personen met een verzwakt immuunsysteem, zoals kankerpatiënten die chemotherapie krijgen, of aidspatiënten.

## Nadelen en complicaties
Over het algemeen zijn wratten eerder hinderlijk dan schadelijk voor de gezondheid. Toch worden ze als vervelend ervaren, met name wanneer ze op het gezicht of de handen verschijnen. Wratten kunnen bovendien soms gaan bloeden nadat ze met een voorwerp in aanraking zijn geweest. Daarbij kunnen wratten op de voeten pijnlijk zijn bij het lopen, waardoor men zich bovendien een voor de spieren of skelet belastende wijze van lopen aanleert. Sommige personen hebben een verzwakt immuunsysteem, waardoor zeer veel of grote wratten kunnen ontstaan. In zeer extreme gevallen kunnen wratten zich vormen tot grote boomachtige uitgroeisels die de bewegingsvrijheid belemmeren. Bovendien is de kans groter dat het karakter van de wratten verandert en ze zich ontwikkelen tot huidkanker.

## Verschijningsvormen
- Wratten komen vooral voor op de handen en de voeten, vaak op plekken die veel belast worden.
- Op de voetzool ontstaat soms een gebied met veel tegen elkaar aanliggende wratten. Dit wordt een mozaïekwrat genoemd.
- Draadwratten (verruca filiformis): 1-2 mm doorsnee draadjes in de hals, gelaat, lippen, oogleden. Kunnen worden afgeknipt.
- Ook op de genitaliën kunnen wratten voorkomen: genitale wratten.
- Platte wratten (verruca plana) zijn kleine huidkleurige papeltjes, vaak in het gezicht of op de handrug. Deze zijn gemakkelijk te behandelen, maar komen veel minder vaak voor.
- Bij mensen die een orgaantransplantatie hebben ondergaan ontstaan vaak wratten op de handen en onderarmen. Dit komt door de immunosuppressiva, medicijnen die het afweersysteem onderdrukken. Dit is ook de oorzaak dat wratten bij deze patiënten zich soms lijken te ontwikkelen tot een plaveiselcelcarcinoom.[2] Bij gezonde mensen is dit niet aan de orde.

## Behandeling

Twee wratten op een middelvinger die wit kleuren na deppen met een oplossing met salicylzuur.

Vrijwel alle wratten zullen op den duur spontaan verdwijnen. Soms wordt ingrijpen van een arts gevraagd. Hiervoor bestaan diverse methoden. De meeste komen neer op verwoesten van het besmette weefsel. Enkele werken door het veroorzaken van een ontsteking. Geen enkele methode is erg effectief. De Cochrane review stelde in 2001 en 2006 vast dat er nog geen wetenschappelijk onderbouwde onderzoeken bestaan waaruit kan worden afgeleid wat de effectiefste behandelingen zijn.
- Herhaalde toepassingen van speciale zalven of tincturen:
  - Salicylzuur verweekt de hoornlaag. Dagelijks aanbrengen, in combinatie met bijsnijden is dit de methode die het best bewezen werkzaam is.[3]
  - Monochloorazijnzuur (MCA) en trichloorazijnzuur (TCA) zijn irriterende stoffen. Er ontstaat chemische necrose.
  - Immunocontacttherapie: er wordt (met bijvoorbeeld DNCB of SADBE) een contactallergische reactie opgewekt, die hopelijk tegen het wratvirus gericht wordt.
- Verwijdering door bevriezing met bijvoorbeeld vloeibare stikstof.
- Wegsnijden (scherpe lepel, curette, scalpel, elektrodesiccatie, laser).
- Bleomycine is een geneesmiddel dat delende cellen doodt. Het wordt in de wrat gespoten, uitsluitend na falen van alle eerdere behandelingen.

Wratten op de voetzool (plantaire wratten) vormen een bijzondere categorie, omdat ze na het 18e jaar slechts zelden spontaan verdwijnen, en omdat behandeling met elke methode minder kans van slagen heeft dan bij wratten aan de handen of op de bovenkant van de tenen. De dikke eeltlaag maakt het moeilijk voor chemische middelen om voldoende door te dringen. Behandelingen door branden, vriezen of snijden maakt ook diepere gaten die langzamer genezen en die pijnlijker zijn.
Het virus kan in een gezond lichaam lange tijd zijn werk doen (met gemak enkele jaren) en wratten vormen, zonder dat het lichaamseigen afweermechanisme reageert. Het virus zit op plaatsen in het lichaam waar het niet eenvoudig gedetecteerd wordt. Met de voornoemde diverse behandelingen wordt lokaal weefsel aangetast en wordt hierdoor lokaal een afweerreactie opgeroepen.
Met het opwekken van deze reactie kan het lichaam het virus eenvoudiger detecteren en zo mogelijk uitschakelen. Het resultaat verschilt per patiënt. Soms zijn meerdere behandelingen nodig voor er wat gebeurt en dit kan de patiënt ontmoedigen. Er zijn patiënten die alle middelen hebben geprobeerd, maar telkens terugkerende wratten krijgen, tot behandeling ineens aanslaat. Ook dit kan zelfs enkele jaren duren. Het kan daarnaast voorkomen dat een persoon met wratten die ziek wordt, spontaan van zijn wratten geneest omdat in tijden van ziekte een hogere afweer wordt gemobiliseerd dan normaal.
Een algehele aanval van het lichaam op het virus is te voelen in iedere wrat. In zo'n geval laten de meeste wratten al binnen een week los. Mogelijk blijven kleine littekens achter. Indien een lichaam niet goed reageert, zou een effectieve behandeling mogelijk te vinden zijn in het principe van isoleren van het virus en dit op een andere plaats in het lichaam onder de directe aandacht van het afweermechanisme te brengen.

## Bijgeloof
Volgens bijgeloof konden wratten worden bestreden door er met een ingekeepte tak van de hazelaar over te wrijven. Het inwrijven met een stuk vlees dat daarna begraven werd, zou helpen. De wrat werd betoverd doordat het begraven vlees tot ontbinding kwam. Een tweede methode was het tellen van de wratten en daarna vergeten dat men dat gedaan had. Ook konden wratten worden aangeraakt met een kiezelsteen die daarna op een kruispunt werd achtergelaten. Men geloofde dat de vinder ervan vervolgens ook de wratten zou overnemen.